# Grumman X-29
Grumman X-29 je bilo ameriško eksperimentalno letalo namenjenu raziskovanju kril z negativnim naklonom, kanardov in drugih tehnologij. Letalo je bilo aerodinamično nestabilno zato je uporabljalo sistem fly-by-wire. Pri konstrukciji so uporabljali tudi kompozitne materiale. Prvič je poletel leta 1984, zgradili so dva prototipa ki so jih testirali naslednjih deset let.

## Specifikacije(X-29)
Podatki iz NASA X-Planes
Splošne karakteristike
- Posadka: 1 pilot
- Tovor: 4000 lb (1810 kg)
- Dolžina: 48 ft 1 in (14,7 m)
- Razpon kril: 27 ft 2 in (8,29 m)
- Višina: 14 ft 9 in (4,26 m)
- Površina kril: 188,8 ft² (17,54 m²)
- Teža praznega letala: 13800 lb (6260 kg)
- Maks. vzletna teža: 17800 lb (8070 kg)
- Pogon letala: 1 × General Electric F404 turbofan, 16000 lbf (71,2 kN)

 Zmogljivost 
- Maks. hitrost: Mach 1.8 (1100 mph, 1770 km/h na 33000 čevljih (10000 m))
- Doseg: 350 milj (560 km)
- Višina leta: 55000 ft (16800 m)